# Emilio De Marchi (scrittore)
(Emilio De Marchi, da I nostri figliuoli)
Emilio De Marchi (Milano, 31 luglio 1851 – Milano, 6 febbraio 1901) è stato uno scrittore, poeta e traduttore italiano.
Ritenuto fra i più importanti narratori del secondo Ottocento italiano, si concentra nelle sue opere nella descrizione dei contadini lombardi e della piccola borghesia milanese.

## Biografia
Figlio di Giovanni e Caterina Perego, e con tre fratelli Attilio, Luigi ed Edoardo, famiglia di modeste condizioni e presto orfano di padre, riuscì a laurearsi in Lettere nel 1874 nell'allora Accademia scientifico-letteraria di Milano, poi divenuta l'Università degli Studi di Milano. Dell'accademia divenne in seguito segretario e libero docente di Stilistica. Frequentò il mondo letterario milanese dominato in quel momento dalla Scapigliatura. Ebbe un ruolo attivo anche nelle istituzioni caritative cittadine, e un'eco di questa sua esperienza si riscontra anche nei suoi romanzi.
Volle tenersi lontano dalle esasperazioni naturalistiche e fedele agli insegnamenti di Manzoni, all'equilibrio e al rigore morale del realismo a cui era spinto anche dal suo credo cristiano. 
Fondò la rivista La vita nuova, da cui si dimise alla fusione con la rivista radicale Il preludio, poiché riteneva inconciliabili i due punti di vista.
Negli anni 1876-1877 si dedicò a scrivere i romanzi Tra gli stracci, Il signor dottorino e Due anime in un corpo, secondo l'uso del tempo pubblicati su periodici e quotidiani. La morale è quella borghese del Manzoni, dove rassegnazione e onestà pagano più di sovversione e violenza, il contrasto doloroso tra ricchi e poveri non autorizza la lotta di classe.
Nel 1887 scrive Il cappello del prete, con il preciso intento di produrre un romanzo d'appendice di tipo "giudiziario" (come erano chiamati all'epoca i romanzi che oggi chiameremmo "gialli") con un buon livello letterario, che si distingua da quelli dozzinali e volgari pubblicati dai quotidiani dell'epoca . Nel romanzo, ambientato a Napoli, è appunto un cappello a essere l'unica traccia che conduce a svelare l'uccisione di un prete affarista da parte di un nobile spiantato. Il romanzo esce a puntate nel 1887, preceduto da un intenso battage pubblicitario, e il suo successo dimostra , secondo quanto ne scrive l'autore stesso, "quanto di onesto e vitale c'è nel grande pubblico".
Il successivo Demetrio Pianelli (1889) torna ad un'ambientazione milanese. Tale romanzo appartiene al filone del romanzo impiegatizio i cui dimessi eroi, condannati ad una mediocre routine, scoprono dentro di sé il bisogno di una felicità sempre negata. Il protagonista Demetrio deve provvedere alla famiglia del fratello, che si è suicidato per debiti, ma si innamora della cognata e per lei (che invece sposerà in seconde nozze un ricco cugino) giunge ad insultare il capoufficio e viene trasferito a Grosseto.
Più che ai vinti di Verga, a differenza del quale De Marchi interviene nel racconto, il personaggio di Demetrio fa pensare ad un'umanità dolente di umiliati e offesi, bilanciato da un umorismo manzoniano.
Altri romanzi sono Arabella (1892), Redivivo (1894), Giacomo l'idealista (1897) e Col fuoco non si scherza (1900). In essi gli intrecci si complicano e si sconfina nel melodramma. Arabella continua la storia di Demetrio Pianelli, essendo sua nipote, anche lei destinata all'infelicità.

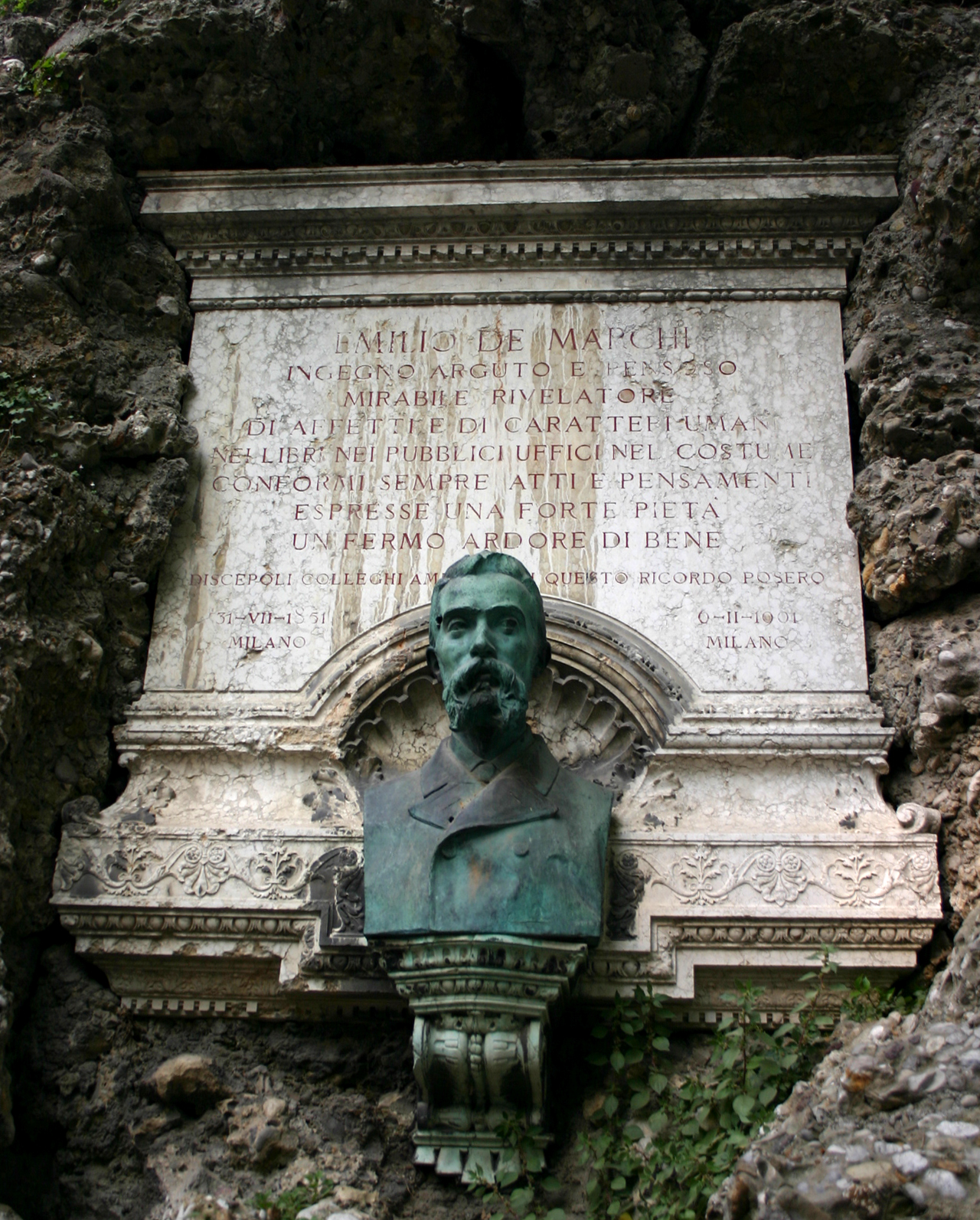
Monumento nei Giardini Pubblici di Milano

Meno conosciuta è l'attività di Emilio De Marchi come traduttore:  tra il 1885 e il 1886 la casa editrice Sonzogno pubblicò a dispense la sua traduzione in versi delle favole di Jean de La Fontaine, con le illustrazioni di Gustave Doré. Ancora oggi le edizioni più note delle favole si avvalgono della traduzione di De Marchi. Nella versione italiana lo scrittore lombardo, così come aveva fatto La Fontaine, ha utilizzato la polimetria e la rima. Inoltre, probabilmente motivato dalla forma popolare della pubblicazione, De Marchi ha compiuto un'opera di attualizzazione nel tempo e nello spazio, eliminando spesso i riferimenti dotti o appartenenti alla cultura francese a vantaggio di espressioni più familiari al pubblico italiano. Infatti ha sostituito i nomi che La Fontaine aveva ripreso da Rabelais con nomi di personaggi de I promessi sposi; ha spostato l'ambientazione da Parigi a Milano; ha accentuato l'utilizzo di proverbi e modi di dire, nonché di segnali tipici della narrazione favolistica (frequenti ripetizioni dello stesso verbo, suoni onomatopeici, uso del dativo etico). Nonostante queste trasformazioni, la critica ritiene che De Marchi sia riuscito a riportare nella versione italiana lo spirito del favolista francese, mettendone in risalto tanto l'ironia quanto la sua visione amara della vita.
Nei suoi scritti politici, con Le forze conservatrici pubblicate nel 1898 si augurò la nascita di un forte partito conservatore e di un governo aristocratico, invitando le classi popolari ad accettare uno stato di subalternità.
Nei libri a sfondo pedagogico, come nell'Età preziosa del 1888, esaltò i valori tradizionali religiosi e familiari.
Nei saggi di critica letteraria, quali Lettere e letterati del secolo XVIII perseguì la ricerca di un contenuto morale.
Le vicende di vita personali, Emilio, sposato nel 1880 con Lina Martelli, ebbe due figli, Marco e Cesarina, la cui morte a quindici anni, ne acuirono il pietismo negativo. 
Pubblicò i suoi romanzi sui quotidiani perché, rifacendosi al Manzoni, attribuiva alla letteratura una funzione educativa.
Morì a Milano il 6 febbraio 1901 ed è sepolto nel cimitero di Paderno Dugnano. Il suo archivio è conservato presso il Centro per gli studi sulla tradizione manoscritta di autori moderni e contemporanei dell’Università di Pavia.

## Opere

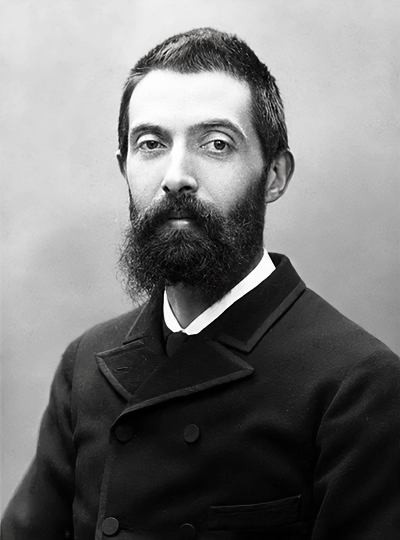
Emilio De Marchi

- I due filosofi, in "Il convegno", a. II, vol. IV, fasc. I, luglio 1874.
- Poesie, Milano, Treves, 1875.
- Il Signor Dottorino, in "Vita Nuova", 16 luglio 1876 e ss.
- Due anime in un corpo, in "Vita Nuova", 1877.
- Due anime in un corpo; Lucia; Carletto in collegio; Don Asdrubale, Milano, Bortolotti, 1878.
- Ai fanciulli del collegio. Ode, Milano, G. Agnelli, 1879.
- Storielle di Natale. Due scarpe vecchie; Un povero cane; Gina; Storia di una gallina, Milano, G. Agnelli, 1880.
- Casa mia. [Versi per nozze Braschi-Martelli], Milano, G. Agnelli, 1882.
- Lettere e letterati italiani del secolo XVIII. Lezioni fatte al Circolo filologico milanese, Milano, Briola, 1882.
- Sotto gli alberi. Storielle, Milano, G. Agnelli, 1882.
- La casa di Alessandro Manzoni Archiviato il 4 marzo 2016 in Internet Archive., in "Il convegno", a. I, n. 21, 20 maggio 1883.
- La letteratura. Definizione, Milano, Civelli, 1883.
- Carlo Maria Maggi. Saggio critico, Milano, Civelli, 1885.
- Per il centenario di Alessandro Manzoni. 7 marzo 1885, in " L'illustrazione italiana", a. XII, n. 10, 8 marzo 1885.
- Alla tomba del re. Cavalcata, in "Il convegno", n. 2., 1885.
- Storie d'ogni colore, Milano, Dumolard, 1885.
- L'età preziosa. Precetti ed esempi offerti ai giovinetti, Milano, Hoepli, 1887; 1888.
- Ode a Giuseppe Verdi, Milano, Tip. Galli e Raimondi, 1887.
- Il cappello del prete, in "L'Italia", dal 17 giugno al 29 luglio 1887, poi Milano, Treves, 1888. Traduzione in inglese: The Priest's Hat. Translated by Steve Eaton and Cinzia Russi. New York and Bristol: Italica Press, 2023.
- Pensare e sentire. Letture varie per i giovinetti, raccolte dal prof., Milano, Hoepli, 1888.
- Racconti, Milano, Sonzogno, 1889.
- Ohee spazzacamin!, Milano, Bernardoni, 1889.
- Demetrio Pianelli, Milano, Galli, 1890.
- Cesare Cantù educatore, Milano, Tip. Galli e Raimondi, 1891.
- Lettere a un giovine signore, Milano, Cooperativa Editrice Italiana, 1891.
- Roncisval. Dramma lirico in 3 atti, Varese, Galli, 1891.
- Anna bazzero nata Gerosa, morta in Milano il 9 giugno 1891. [Discorso], Milano, Tip. Pont. S. Giuseppe, 1891.
- Le quattro stagioni. Strenna a beneficio dei rachitici, Milano, Cooperativa Editrice Italiana, 1892.
- Arabella, Milano, Galli, 1893.
- L'illustre Franzon, Bergamo, Fratelli Bolis, 1894.
- I nostri figliuoli. Strenna a favore del Pio Istituto dei Rachitici, Milano, Tip. dell'Istituto italiano di arti grafiche, 1894.
- Nuove storie d'ogni colore, Milano, Galli, 1895.
- Giacomo l'idealista, Milano, Hoepli, 1897.
- Vecchie cadenze e nuove. Strenna a beneficio del Pio istituto dei rachitici, Milano, P. Agnelli, 1899.
- Orfanotrofio femminile della Stella in Milano: Distribuzione dei premi (29 dicembre 1898). Discorso, Milano, G. Murari, 1899.
- Novelle di Natale, Milano, Vallardi, 1899.
- Col fuoco non si scherza, Milano, Aliprandi, 1901.
- Racconti per il Natale, Milano, Vallardi, 1901.
- Milanin, Milanon. Prose cadenzate milanesi, Milano, La Poligrafica, 1902.
- La buona parola - letture popolari, collana di 34 titoli edita da Antonio Vallardi 1903
- Redivivo, Milano, Editrice italiana, 1909.
- Oggi si recita in casa dello zio Emilio. Commedie e monologhi per bambini, Milano, Treves, 1910.
- Vecchie storie, Milano, Treves, 1926.
- 1848. Dramma in tre atti composto per il teatro dell'orfanotrofio maschile di Milano, Milano, Arti grafiche Colombo & Borgonovo, 1929.
- De Marchi, a cura di Alfredo Galletti, Milano, Garzanti, 1943. [Contiene: Demetrio Pianelli, Giacomo l'idealista, Il cappello del prete, Arabella, Novelle, Poesie, Milanin Milanon]
- Racconti lombardi, Milano-Roma, Jandi, 1944.
- Lucia, Milano, Centro di studi radioteatrali de L'agape degli artisti, 1951.
- Romanzi e racconti italiani dell'Ottocento, Milano, Garzanti, 1951.
- Tutte le opere di Emilio De Marchi, a cura di Giansiro Ferrata,

I, Esperienze e racconti, Milano, A. Mondadori, 1959.
II, Grandi romanzi, Milano, A. Mondadori, 1960. [Contiene: Demetrio Pianelli, Arabella, Giacomo l'idealista]
III, Varietà e inediti, 2 tomi, Milano, A. Mondadori, 1965.
- El noster domm, Milano, All'insegna del pesce d'oro, 1962.
- Tutte le opere narrative di E. De Marchi, a cura di Giovanni Titta Rosa,

I, Romanzi, Milano, Mursia, 1963. [Contiene: Il cappello del prete; Demetrio Pianelli; Arabella; Giacomo l'idealista]
II, Romanzi, racconti e novelle, Milano, Mursia, 1964. [Contiene: Il Signor Dottorino; Due anime in un corpo; Redivivo; Col fuoco non si scherza; Racconti e novelle]
- Il cappello del prete e altri racconti, Torino, Società Editrice Internazionale, 1967.
- I capolavori, a cura di Luciano Nicastro, Milano, Mursia, 1967. [Contiene: Milanin Milanon; Il cappello del prete; Demetrio Pianelli; Arabella; Racconti e novelle; Poesie]
- Tutte le opere narrative e le prose cadenzate

I, Romanzi, a cura di Giovanni Titta Rosa, Milano, Mursia, 1964. [Contiene: Il cappello del prete; Demetrio Pianelli; Arabella; Giacomo l'idealista]
II, Romanzi, racconti e novelle, a cura di Emilio Guicciardi, Milano, Mursia, 1968. [Contiene: Il Signor Dottorino; Due anime in un corpo; Redivivo; Col fuoco non si scherza; Racconti e novelle, Milanin Milanon]
- Opere, a cura di Giorgio De Rienzo, Torino, UTET, 1978. [Contiene: Demetrio Pianelli; Arabella; Racconti; Pagine milanesi]
- Parole per Natale; All'ombrellino rosso, Verona, Cassa di risparmio, 1984.
- Tra gli stracci. Racconto popolare, Milano, Libri Scheiwiller, 1989. ISBN 88-7644-128-X.
- Prima di prender moglie. Almanacco dell'esperienza compilato da Marco d'Olona a totale beneficio degli uomini semplici, Lecce, Manni, 1990; 2010. ISBN 978-88-6266-251-2.
- Le due Marianne, Milano, Lombardi, 1991. ISBN 88-7799-060-0.
- L'idealista. Dramma inedito, Milano, Bompiani, 1996. ISBN 88-452-2796-0.
- Me regordi... Fantasia di Natale, Lodi, La grafica, 1997.
- Quel maledetto coltello... (il delitto di Osnago), Briosco, Coop. Areté, 2003. ISBN 88-89085-00-2.

### Traduzioni
- Jean de La Fontaine, Favole, illustrazioni di Gustave Doré, Biblioteca Classica Illustrata, Milano, Sonzogno, 1886. [apparsa in 89 dispense tra il 1885-86] - riedita da Einaudi, 1958; Mondadori, 1965-1971; Rizzoli, 1980; Newton Compton, 1994; Fabbri Editori.